# Struga (jezioro w Warszawie)
Struga – niewielkie jezioro w Warszawie, w dzielnicy Wilanów.

## Położenie i charakterystyka
Jezioro położone jest na terenie stołecznej dzielnicy Wilanów, na obszarze MSI Powsin. Znajduje się w rejonie ulic Łęgowej, Zakamarek i Rosochotej.
„Program Ochrony Środowiska dla m. st. Warszawy na lata 2009–2012 z uwzględnieniem perspektywy do 2016 r.” podaje, że jezioro jest bezodpływowe, położone na tarasie nadzalewowym, zasilane jest stale wodami podziemnymi, a jego powierzchnia wynosi 0,2587 ha. Długość jeziora wynosi 100 m, a jego szerokość 40 m. Głębokość to 1–2 m. Zbiornik wodny jest bezodpływowy. Jezioro ma wydłużony kształt w kierunku SE-NW. Leży na terenie zlewni Rowu Powsinkowego.
Jezioro Struga położone jest na terenie Warszawskiego Obszaru Chronionego Krajobrazu (Dz. Urz. Woj. Maz. Nr 42/14.02.2007 r., poz. 870).